# Paris Open 1973
Il Paris Open 1973 è stato un torneo di tennis che si è giocato sul cemento indoor. È stata la 5ª edizione del Paris Open, che fa parte del Commercial Union Assurance Grand Prix 1973. Il torneo si è giocato nello Stade de Coubertin di Parigi, dal 29 ottobre al 4 novembre 1973.

## Campioni

### Singolare
Ilie Năstase ha battuto in finale  Stan Smith con il punteggio di 4–6, 6–1, 3–6, 6–0, 6–2

### Doppio
Juan Gisbert /  Ilie Năstase hanno battuto in finale  Arthur Ashe /  Roscoe Tanner con il punteggio di 6–3, 6–4